# Adriana Nanclares
Adriana Nanclares Romero (* 9. Mai 2002 in Miranda de Ebro) ist eine spanische Fußballspielerin und A-Nationalspielerin.

## Karriere

### Vereine
Nanclares begann im Alter von 15 Jahren für den in Vitoria-Gasteiz in der baskischen Provinz Álava ansässigen CD Aurrerá de Vitoria mit dem Fußballspielen – als Torhüterin. Zu Beginn der Saison  2018/19 wurde sie von Real Sociedad für deren Zweitvertretung verpflichtet und unmittelbar danach über ein Leihgeschäft an den Zweitligisten Oiartzun KE aus der gleichnamigen Gemeinde in der baskischen Nachbarprovinz Gipuzkoa abgegeben. Nach Ablauf der Leihfrist kehrte sie zu Real Sociedad zurück und kam für die erste Mannschaft in sechs Punktspielen in der Primera División zum Einsatz. Ihr Debüt im Seniorinnenbereich erfolgte zum Saisonstart am 8. September 2019 beim 2:2-Unentschieden im Auswärtsspiel gegen den FC Valencia. Zu weiteren Einsätzen kam sie an den drei Folgespieltagen sowie am 14. und 19. Spieltag. Auch im Pokalwettbewerb wurde sie im Achtelfinale bei der 2:4-Niederlage im Elfmeterschießen gegen den Madrid CFF eingesetzt.
In der Saison 2020/21 bestritt sie elf Punktspiele (4 S, 3 U, 4 N – 21:18 Tore). In der Folgesaison wurde sie in acht Saisonspielen berücksichtigt (4 S, 1 U, 3 N – 17:23 Tore). In ihrer letzten Saison wurde sie in 15 Saisonspielen berücksichtigt; danach nahm sie einen Vereinswechsel vor, verbunden mit der Rückkehr ins Baskenland.
Seit der Saison 2023/24 ist sie Torhüterin Nr. 1 beim Athletic Club aus Bilbao. An 30 Spieltagen war sie lediglich neunmal nicht im Tor aktiv, wurde achtmal von Maríasun Quiñones vertreten und war am 29. Spieltag im Kader nicht verfügbar; im Pokalwettbewerb spielte sie dreimal. In der Folgesaison bestritt sie 29 Punktspiele in Folge und fehlte lediglich am 30. und letzten Spieltag.

### Nationalmannschaft
Nanclares debütierte als Nationalspielerin für den RFES in der Nachwuchsnationalmannschaft der Altersklasse U23. Ihre Premiere am 25. Oktober 2021 in Melgaço im Freundschaftsspiel gegen die U23-Nationalmannschaft Portugals gelang mit dem 6:0-Sieg. Sie wurde zur zweiten Spielhälfte beim Stand von 2:0 für María Valenzuela eingewechselt. Mit dem 2:1-Sieg über die U23-Nationalmannschaft Belgiens am 10. November 2022 in Genk und der 1:2-Niederlage gegen die U23-Nationalmannschaft der Niederlande am 20. Februar 2023 in Benidorm folgten ihre nächsten beiden Länderspiele. Am 21. September, 26. und 30. Oktober 2023 (3:0 vs. Portugal, 1:4 vs. Niederlande, 4:1 vs. Dänemark) sowie am 22. und 27. Februar 2024 (3:1 vs. England, 1:4 vs. Norwegen) kam sie zu weiteren Länderspieleinsätzen in dieser Altersklasse.
Des Weiteren kam sie mit der U20-Nationalmannschaft im Turnier um die altersbezogene, in Costa Rica ausgetragene Weltmeisterschaft 2022 zum Einsatz. Sie wurde in allen drei Spielen der Gruppe A eingesetzt und hatte damit am später errungenen Titel ihrer Mannschaft Anteil.
Zu ihrem Debüt in der A-Nationalmannschaft kam sie am 29. November 2024 beim 5:0-Sieg im Freundschaftsspiel gegen die Nationalmannschaft Südkoreas in Cartagena. Ihr zweites A-Länderspiel fand am 3. Dezember 2024 in Nizza gegen die Nationalmannschaft Frankreichs statt und wurde mit 4:2 ebenfalls gewonnen.
Dem Kader für die Europameisterschaft 2025 zugehörig, kam sie in allen drei Spielen der Gruppe B zum Einsatz.

## Erfolge
- U20-Weltmeister 2022